# Stéphanie Dubois
Stéphanie Dubois (* 31. Oktober 1986 in Laval, Québec) ist eine ehemalige kanadische Tennisspielerin.

## Karriere
Sie gewann insgesamt zehn Einzel- und mit wechselnden Partnerinnen acht Doppelturniere auf dem ITF Women’s Circuit. Ihren größten sportlichen Erfolg feierte sie im Jahr 2008, als sie bei ihrem Heimturnier, dem Rogers Cup in Montreal, das Achtelfinale erreichte und dort gegen Jelena Janković glatt in zwei Sätzen unterlag. Ihr bestes Abschneiden bei einem Grand-Slam-Turnier erzielte sie 2009 bei den US Open mit dem Einzug in die zweite Runde, in der sie mit 4:6 im dritten Satz knapp gegen Sorana Cîrstea verlor. 2011 in Wimbledon und 2012 bei den Australian Open stand sie ebenfalls in der zweiten Runde.
Bei ihren 33 Fed-Cup-Partien für Kanada zwischen 2004 und 2013 feierte sie 23 Siege, davon zwölf im Einzel.
2014 beendete sie nach dem WTA-Turnier von Québec ihre Profikarriere.

## Turniersiege

### Einzel
| Nr. | Datum             | Turnier         | Kategorie   | Belag             | Finalgegnerin             | Ergebnis       |
| --- | ----------------- | --------------- | ----------- | ----------------- | ------------------------- | -------------- |
| 1.  | 13. Juni 2004     | Hamilton        | ITF $25.000 | Sand              | Alexa Glatch              | 6:1, 7:5       |
| 2.  | 6. Februar 2005   | Rockford        | ITF $25.000 | Hartplatz (Halle) | Hana Šromová              | 6:1, 6:2       |
| 3.  | 5. Februar 2006   | Rockford        | ITF $25.000 | Hartplatz (Halle) | Anda Perianu              | 7:64, 6:3      |
| 4.  | 19. November 2006 | Lawrenceville   | ITF $50.000 | Hartplatz         | Julie Ditty               | 6:3, 7:66      |
| 5.  | 21. Juli 2007     | Hamilton        | ITF $25.000 | Sand              | Sharon Fichman            | 6:2, 6:2       |
| 6.  | 29. Juli 2007     | Lexington       | ITF $50.000 | Hartplatz         | Anne Keothavong           | 4:6, 6:3, 6:3  |
| 7.  | 9. August 2009    | Vancouver       | ITF $75.000 | Hartplatz         | Sania Mirza               | 1:6, 6:4, 6:4  |
| 8.  | 1. Mai 2011       | Charlottesville | ITF $50.000 | Sand              | Michelle Larcher de Brito | 1:6, 7:65, 6:1 |
| 9.  | 17. Juli 2011     | Granby          | ITF $25.000 | Hartplatz         | Zhang Ling                | 6:2, 2:6, 6:1  |
| 10. | 14. Oktober 2012  | Troy            | ITF $25.000 | Hartplatz         | Sharon Fichman            | 3:6, 6:4, 6:3  |

### Doppel
| Nr. | Datum             | Turnier       | Kategorie   | Belag             | Partnerin           | Finalgegnerinnen                     | Ergebnis         |
| --- | ----------------- | ------------- | ----------- | ----------------- | ------------------- | ------------------------------------ | ---------------- |
| 1.  | 18. April 2004    | Jackson       | ITF $25.000 | Sand              | Alissa Kleibanowa   | Cory Ann Avants Kristen Schlukebir   | 6:2, 6:3         |
| 2.  | 27. März 2005     | Redding       | ITF $25.000 | Hartplatz         | Julija Bejhelsymer  | Leanne Baker Francesca Lubiani       | 6:4, 6:71, 6:3   |
| 3.  | 12. November 2006 | Pittsburgh    | ITF $75.000 | Hartplatz (Halle) | Alissa Kleibanowa   | Ashley Harkleroad Galina Woskobojewa | 6:4, 5:7, 6:1    |
| 4.  | 22. Juli 2007     | Hamilton      | ITF $25.000 | Sand              | Surina De Beer      | Michaela Johansson Paula Zabala      | kampflos         |
| 5.  | 4. August 2007    | Vancouver     | ITF $50.000 | Hartplatz         | Marie-Ève Pelletier | Soledad Esperón Agustina Lepore      | 6:4, 6:4         |
| 6.  | 21. Oktober 2007  | Lawrenceville | ITF $50.000 | Hartplatz         | Alissa Kleibanowa   | Leanne Baker Julie Ditty             | 6:2, 6:0         |
| 7.  | 12. November 2007 | Pittsburgh    | ITF $75.000 | Hartplatz (Halle) | Alissa Kleibanowa   | Raquel Kops-Jones Abigail Spears     | 6:4, 4:6, [10:6] |
| 8.  | 18. Oktober 2008  | Toronto       | ITF $50.000 | Hartplatz (Halle) | Marie-Ève Pelletier | Nikola Fraňková Carmen Klaschka      | 6:4, 6:2         |

## Abschneiden bei Grand-Slam-Turnieren

### Einzel
| Turnier         | 2005 | 2006 | 2007 | 2008 | 2009 | 2010 | 2011 | 2012 | 2013 | 2014 | Karriere |
| --------------- | ---- | ---- | ---- | ---- | ---- | ---- | ---- | ---- | ---- | ---- | -------- |
| Australian Open | Q1   | —    | Q1   | 1    | 1    | 1    | Q3   | 2    | Q3   | Q3   | 2        |
| French Open     | Q1   | Q1   | Q2   | 1    | Q2   | 1    | Q3   | 1    | Q2   | —    | 1        |
| Wimbledon       | Q1   | Q1   | Q1   | 1    | 1    | 1    | 2    | 1    | Q1   | —    | 2        |
| US Open         | Q2   | 1    | Q3   | Q2   | 2    | Q3   | Q3   | Q2   | Q2   | —    | 2        |

Zeichenerklärung: S = Turniersieg; F, HF, VF, AF = Einzug ins Finale / Halbfinale / Viertelfinale / Achtelfinale; 1, 2, 3 = Ausscheiden in der 1. / 2. / 3. Hauptrunde; Q1, Q2, Q3 = Ausscheiden in der 1. / 2. / 3. Runde der Qualifikation; n. a. = nicht ausgetragen